# Patrick Rechards
Elfrido Patrick Rechards (Paramaribo, 1966) is een cateraar, restauranthouder en promotor van de Surinaamse keuken.
Hij groeide op in een boerderij in Saramacca; het zag er in eerste instantie ook naar uit dat hij boer zou worden. Van de opvoedingsverplichting als kind eenmaal per week een maaltijd te koken, werd hij uiteindelijk kok. Hij zag zichzelf als kok in een chic restaurant werken, maar dat zagen ze in Paramaribo (zoals hij zelf zei “van achter het bureau”) niet zitten. Rond zijn achttiende kwam hij naar Nederland en kwam in Rotterdam te wonen; twee jaar later verhuisde hij naar Amsterdam-Zuidoost, flat Echtenstein. Hij leerde het vak van Joop Braakhekke, Julius Caspers, Gerrit Greveling, Ben van Beurten, Alain Caron en Robert Kranenborg. Vader Rechards stond als goudsmid met een kraam op festivals. Op een Surinaams festival zag de jonge Rechards mee dat er voor de aldaar aanwezige gekleurde bezoekers nauwelijks Surinaams eten te krijgen was. Hij vroeg de festivalbeheerder of hij mocht koken. Een door hem gehouden barbecue bleek al op dag twee een daverend succes. Het koken tijdens Kwaku Summer Festival leverde meer bekendheid op, zodat artiesten als Katja Schuurman en Jörgen Raymann hem begonnen in te huren. Uitgewaaierde Surinaamse sporters als Frank Rijkaard, Patrick Kluivert en Winston Bogarde zorgden voor meer internationale bekendheid.
Hij begon Patrick’s Barbecue Bezorglijn vanuit Amsterdam-Zuidoost. Langzaamaan ontwikkelde zich de wens om de Surinaamse keuken uit de sector fastfood te krijgen richting serieuze horeca; zijn voorbeeld daarin is Soenil Bahadoer. Werkzaamheden in Dubai leverde hem een contract op voor het verstrekken van maaltijden voor Emirates Airlines. Hij volgde de recente ontwikkeling (vanaf jaren twintig) richting minder of geen vlees, hetgeen afwijkt van de Afro-Surinaamse keuken in het algemeen. Ook probeerde hij modernisering door te voeren.
In 2023 beheert hij Patrick’s Catering waaronder diverse takken vallen, waaronder een restaurant, samenwerking met Surinam Airways, Gate Gourmet, levering van marinades aan supermarktketens en cateringwerk voor AFAS Live en Ziggo Dome.
In 2020 ontving hij de Black Achievement Award.